# Kaple svatého Gabriela (Saint-Étienne-du-Grès)
Kaple svatého Gabriela je románská kaple z 12. století. Nachází se o samotě asi 10 kilometrů jihovýchodně od města Tarasconu ve francouzském departementu Bouches-du-Rhône, u vesnice Saint-Étienne-du-Grès.

## Historie a popis

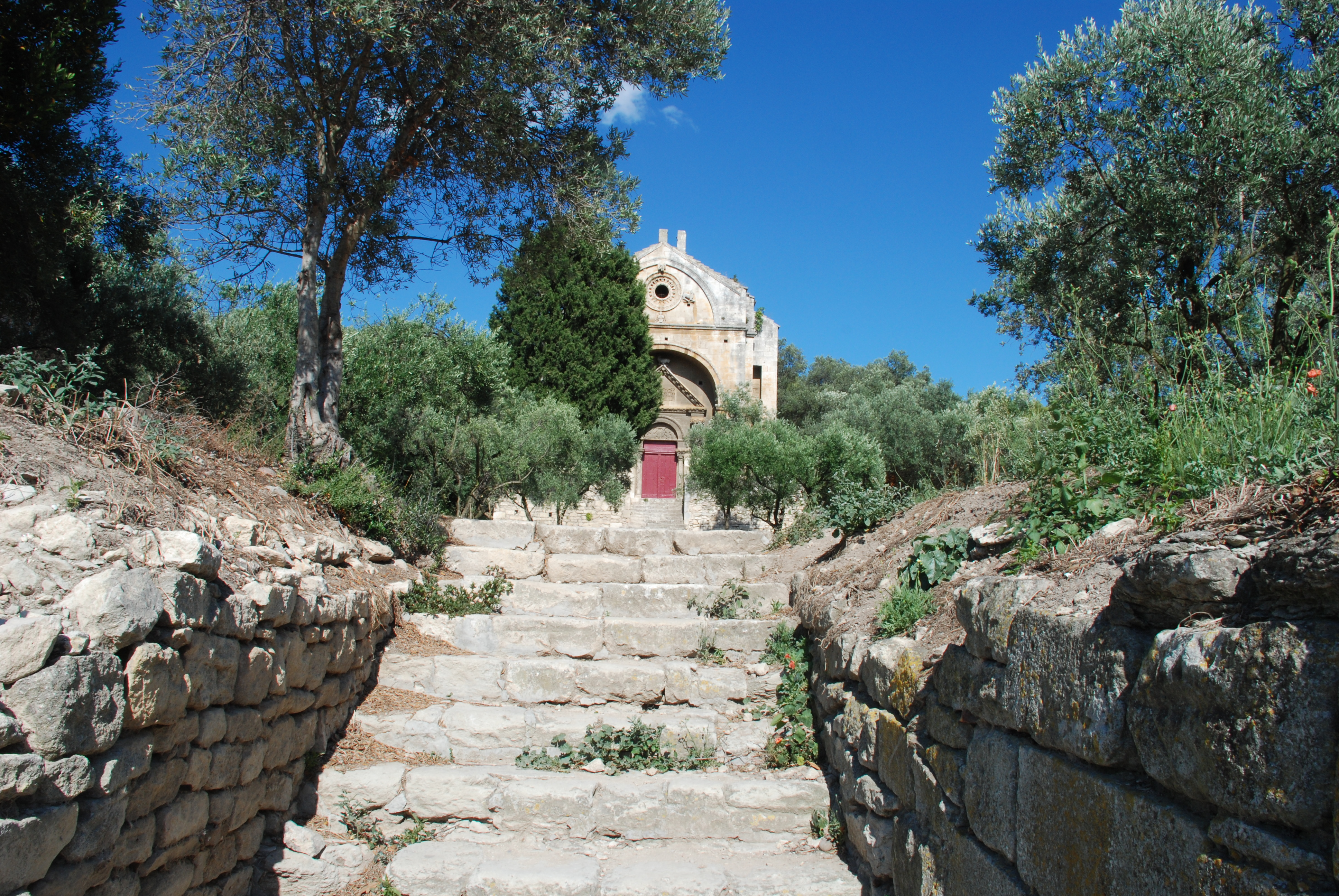
Kaple

Kaple se nachází v místech, kde se v době římské křížily významné cesty Via Aurelia a Via Domitia. Dnes ji obklopuje olivový háj. Předchůdkyně kaple se v písemných pramenech poprvé uvádí v roce 858, stávající kaple byla postavena ve 2. polovině 12. století. Je to jednolodní stavba se třemi klenebními poli a lehce zašpičatěnou valenou klenbou, kterou nese archivolta. V interiéru je apsida polokruhová, na fasádě má polygonální půdorys. Stěny lodi podepírají z vnějšku opěráky. V protikladu k jednoduché fasádě lodi má západní průčelí kaple bohatou architektonickou a plastickou výzdobu. Portál, nesený dvěma korintskými sloupy, je zasazený v půlkruhové nice a má podobu antické edikuly s tympanonem. Další dva korintské sloupy nesou trojúhelníkový štít, jehož vrchol dosahuje oblouku niky. Provedení, připomínající triumfální oblouk, antikizující ornamenty a precizní provedení kamenických prvků jsou pro románskou architekturu v Provence příznačné.
Portál je vyzdobený plastikami s křesťanskými náměty. V tympanonu jsou výjevy Daniela v jámě lvové a prvotního hříchu, ve štítu nad ním Zvěstování Panny Marie a Navštívení Panny Marie. Kolem rozetového okna ve štítové nástavbě jsou symboly evangelistů.

## Galerie

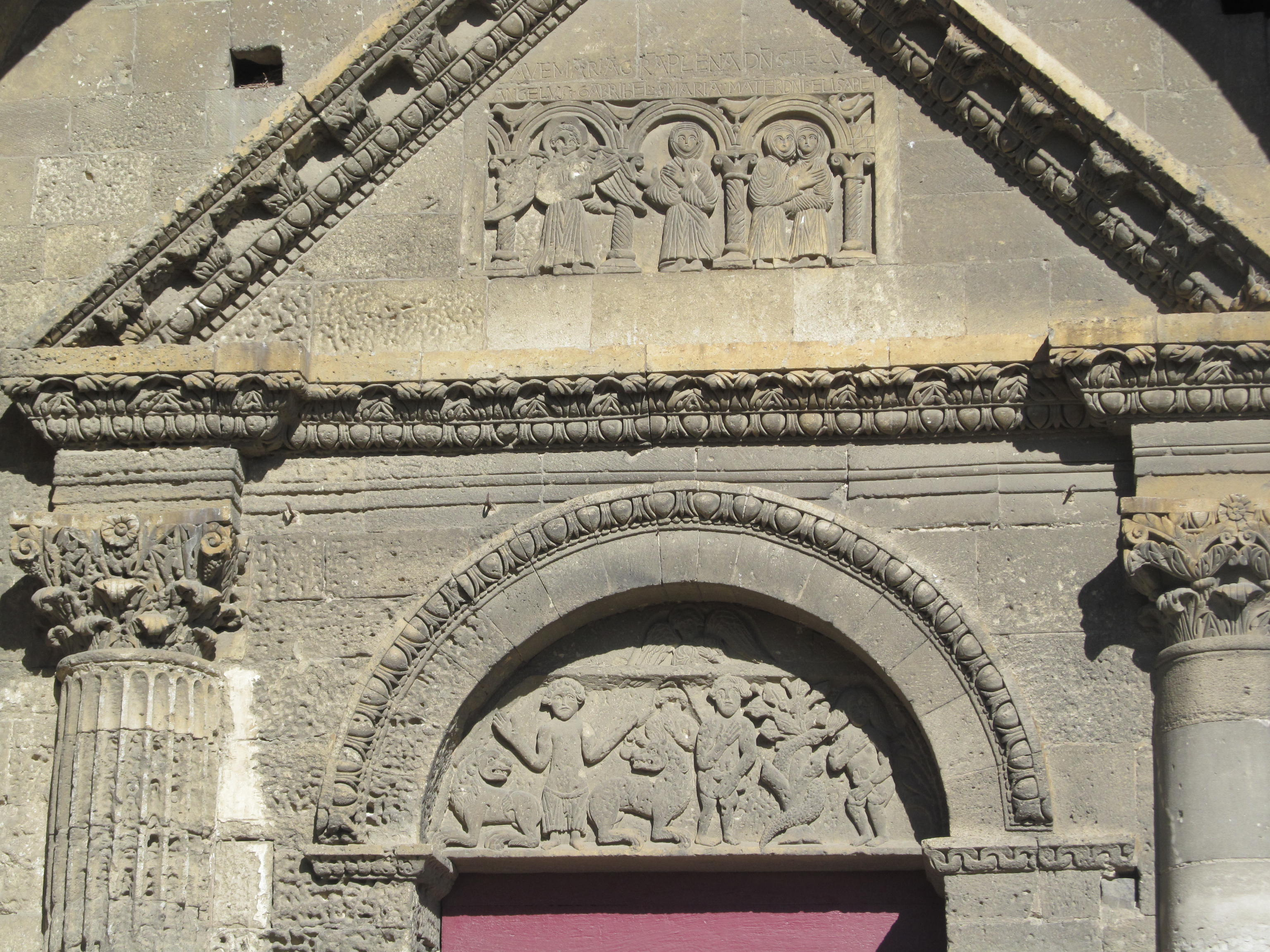
Plastická výzdoba portálu
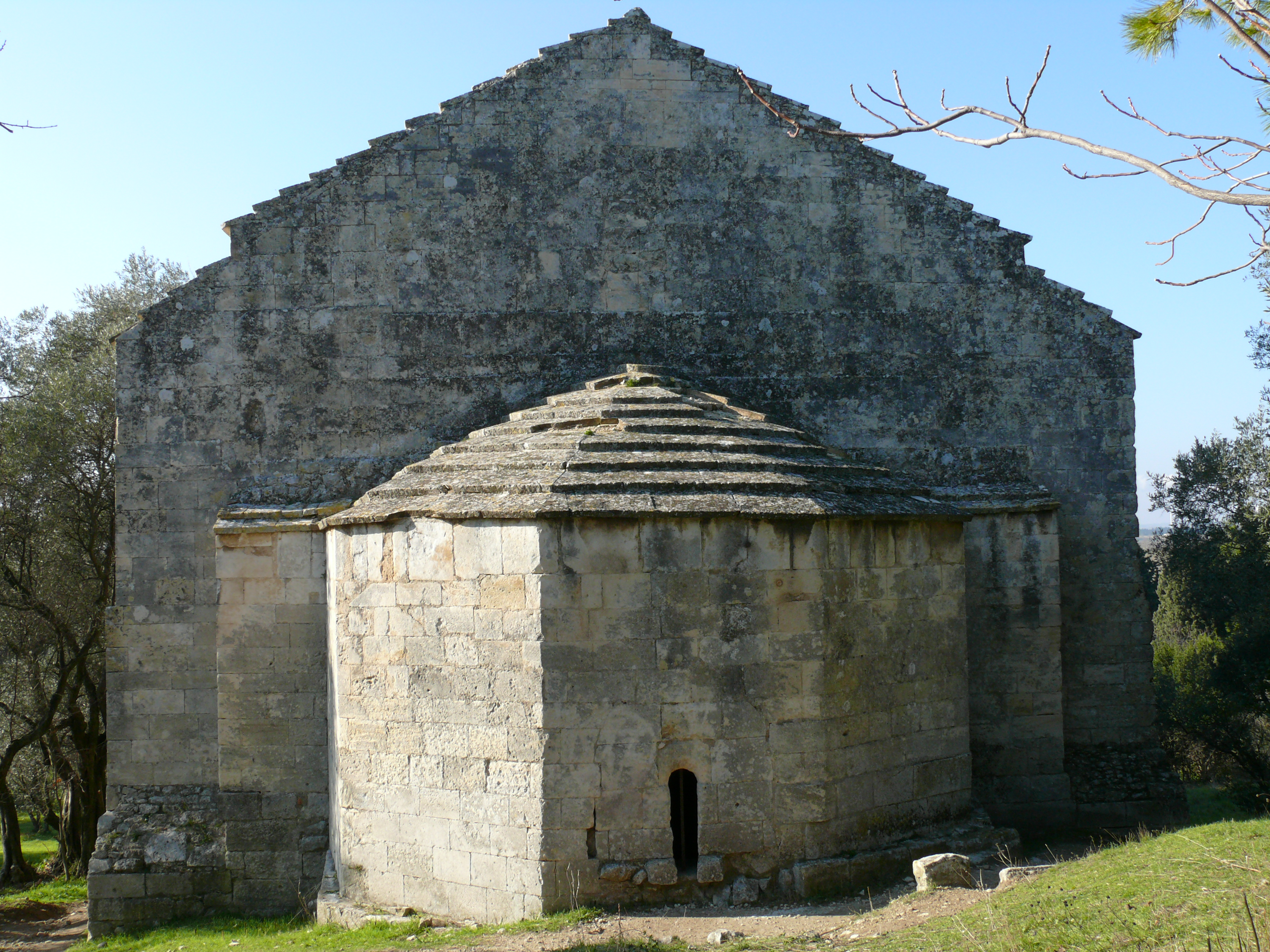
Východní fasáda
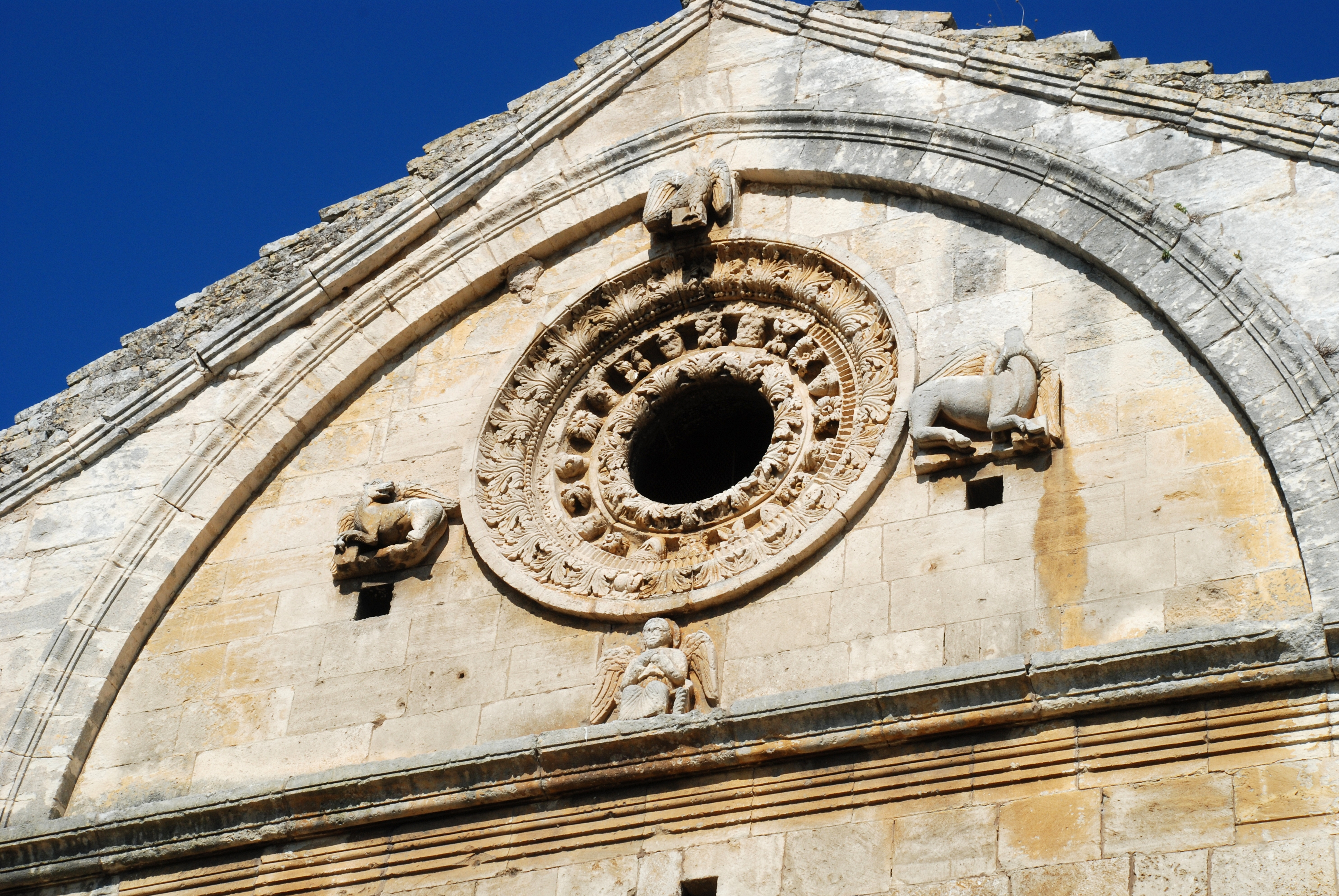
Okno se symboly evangelistů
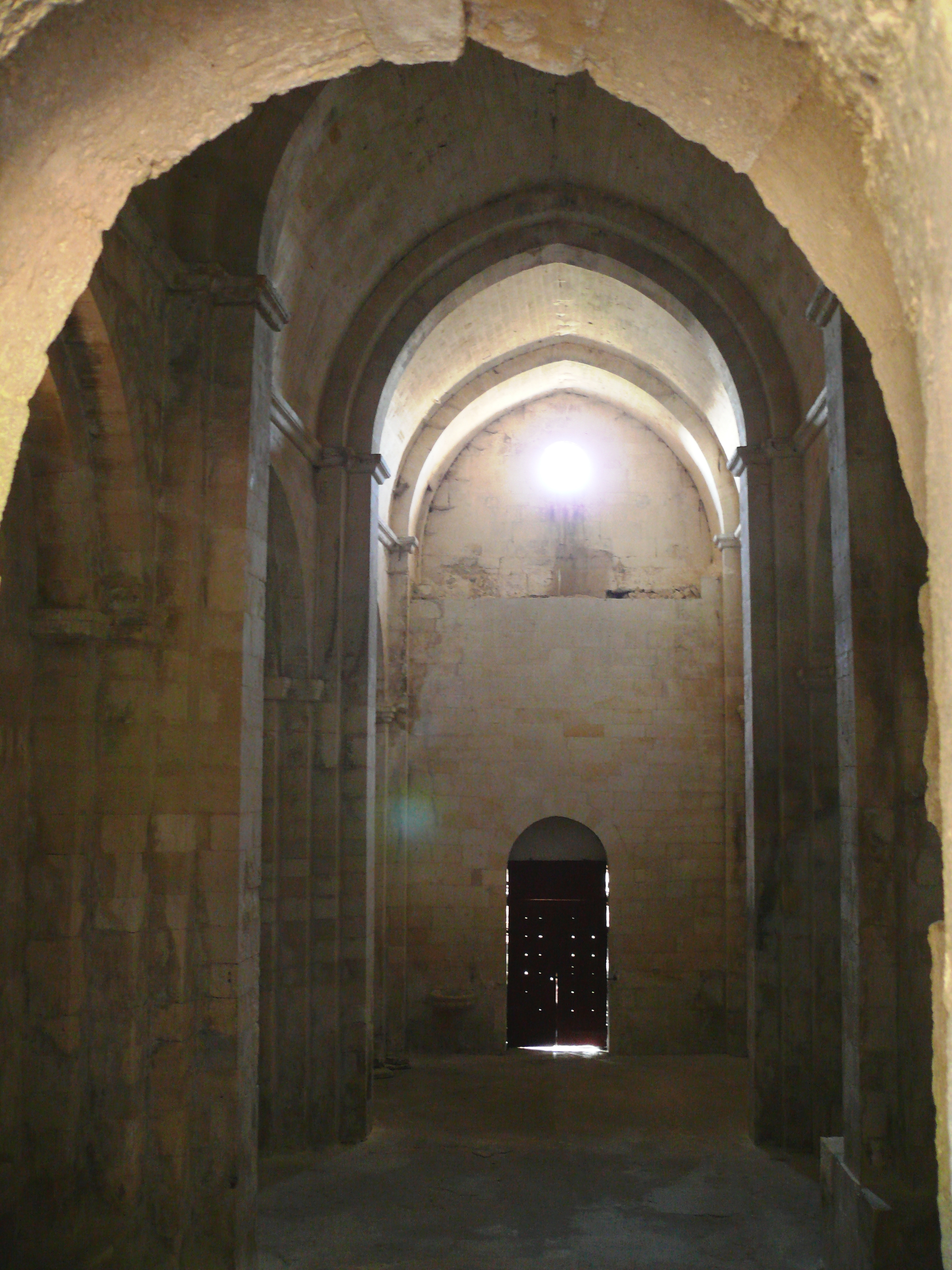
Interiér
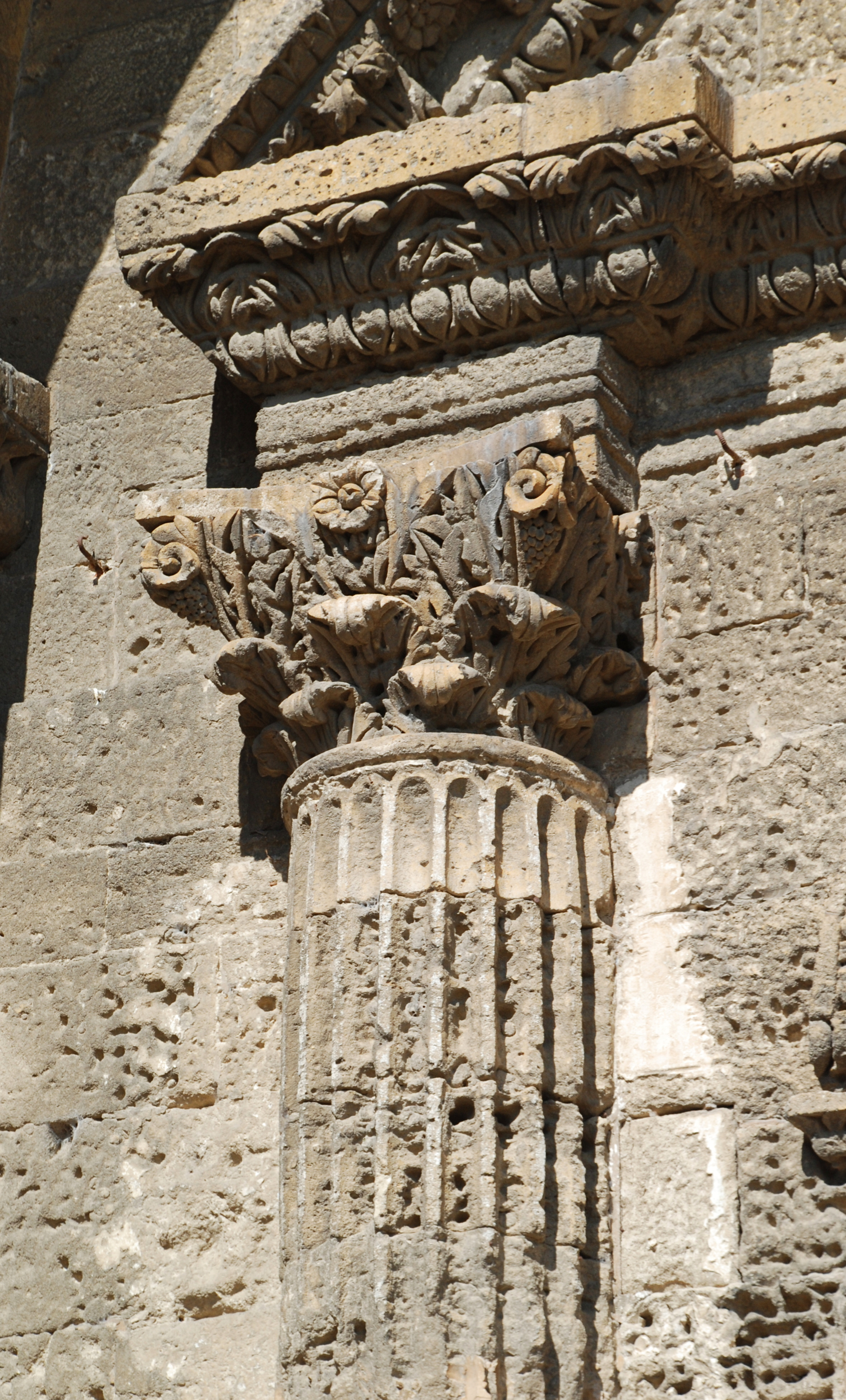
Korintský sloup portálu